# Seven, Seventeen and Seventy
Seven, Seventeen and Seventy è un cortometraggio muto del 1910 diretto da Lewin Fitzhamon.

## Trama
Un bambino e una bambina giocano insieme. Diventano adolescenti e poi, sempre insieme, sono uniti anche nella vecchiaia.

## Produzione
Il film fu prodotto dalla Hepworth.

## Distribuzione
Distribuito dalla Hepworth, il film - un cortometraggio di 76,2 metri - uscì nelle sale cinematografiche britanniche nel giugno 1910.
Si conoscono pochi dati del film che, prodotto dalla Hepworth, fu distrutto nel 1924 dallo stesso produttore, Cecil M. Hepworth. Fallito, in gravissime difficoltà finanziarie, il produttore pensò in questo modo di poter almeno recuperare il nitrato d'argento della pellicola.